# MUSIC

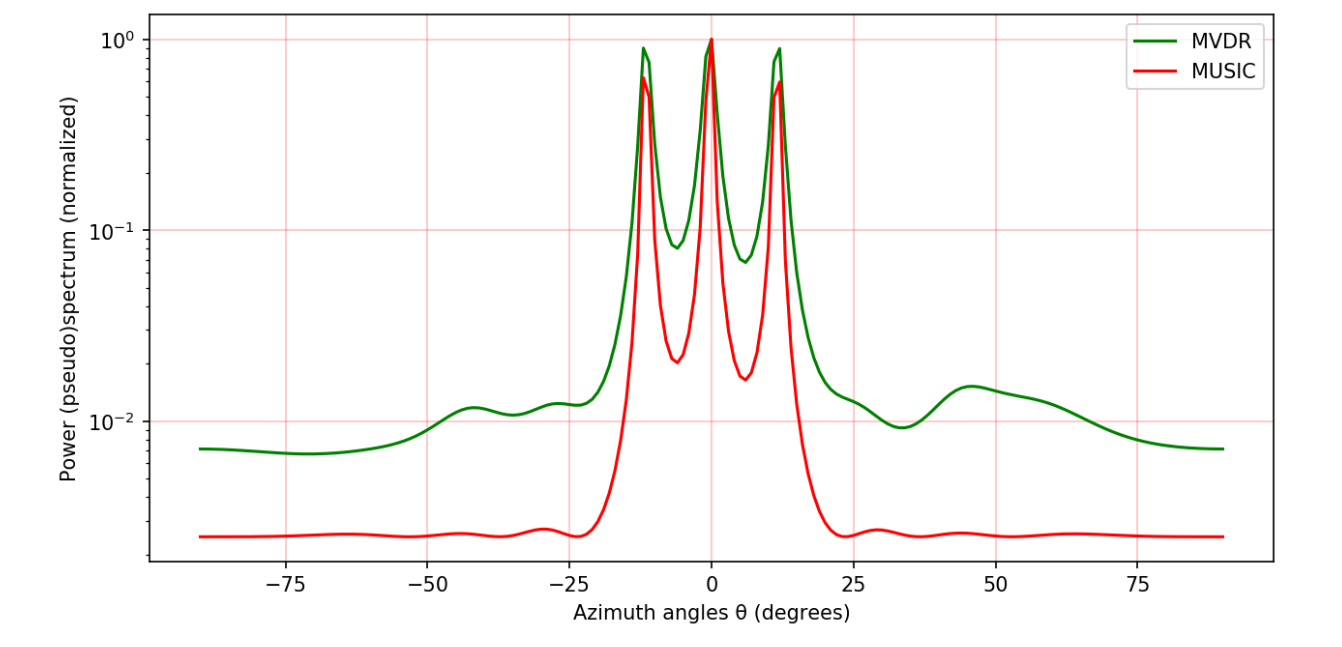
Оцінка просторових частот (кутів приходу сигналів) на основі алгоритму MUSIC

MUSIC (MUltiple SIgnal Classification) — алгоритм, який використовується для оцінювання частот суми синусоїд на фоні шумів за кількома вимірами і визначення кутових координат множини джерел сигналів у цифрових антенних решітках.

## Сутність методу
Для оцінки частоти або кутових координат джерел сигналів у лінійній цифровій антенній решітці
формується функція
{\displaystyle {\hat {P}}_{MU}(e^{j\omega })={\frac {1}{\sum _{i=p+1}^{M}|\mathbf {e} ^{H}\mathbf {v} _{i}|^{2}}},}
де {\displaystyle \mathbf {v} _{i}} — власний вектор шумів,
{\displaystyle \mathbf {e} ={\begin{bmatrix}1&e^{j\omega }&e^{j2\omega }&\cdots &e^{j(M-1)\omega }\end{bmatrix}}^{T}} — скануючий вектор.
Визначення зазначених параметрів сигналів здійснюється по локальних максимумах вказаної нелінійної функції {\displaystyle {\hat {P}}_{MU}(e^{j\omega })}.